# Maya, Western Australia
Maya är en ort i Australien. Den ligger i kommunen Perenjori och delstaten Western Australia, omkring 240 kilometer norr om delstatshuvudstaden Perth. Antalet invånare är 112.
Trakten runt Maya är nära nog obefolkad, med mindre än två invånare per kvadratkilometer.. Närmaste större samhälle är Latham, omkring 15 kilometer norr om Maya.
Trakten runt Maya består till största delen av jordbruksmark. Genomsnittlig årsnederbörd är 353 millimeter. Den regnigaste månaden är juni, med i genomsnitt 44 mm nederbörd, och den torraste är december, med 12 mm nederbörd.